# Raquel Glezer
Raquel Glezer (São Paulo, 5 de agosto de 1944) é uma historiadora e pesquisadora do Departamento de História da Universidade de São Paulo (USP). Suas contribuições científicas na área de Teoria e Filosofia da História são sobre temas de historiografia brasileira, ensino de história, história da cidade de São Paulo, história do Brasil e urbanização. Em 2018, recebeu o título de professora emérita pela Faculdade de Filosofia, Letras e Ciências Humanas da Universidade de São Paulo.
Foi diretora do Museu do Ipiranga, entre 1999 e 2003, estando à frente da instituição em seu aniversário de 110 anos. Após o seu período na administração do Museu do Ipiranga, Glezer integrou a diretoria cultural do Museu Judaico de São Paulo, de 2004 a 2006. Foi conselheira do Conselho de Defesa do Patrimônio Histórico, Arqueológico, Artístico e Turístico (CONDEPHAAT) da Secretaria da Cultura do Estado de São Paulo, de 2006 a 2008. Foi também vice-presidente da Associação Nacional de História (ANPUH), entre 2009 e 2011.
Durante sua carreira, foi membro do corpo editorial de revistas científicas, como a Revista Brasileira de História, Anais do Museu Paulista, Revista Maracanan, Revista Nordestina de História do Brasil (RNHB) e Revista do Arquivo Público do Estado do Espírito Santo.

## Prêmios e títulos
- Professora Emérita pela Faculdade de Filosofia, Letras e Ciências Humanas da Universidade de São Paulo, 2018;
- Associado Honorário da Sociedade Amigos do Museu Paulista/SAMPA, 2006;
- Moção de Congratulação pela Câmara de Vereadores da Estância Turística de Itu, 2003;
- Diploma pela Sociedade Amigos da Turma Avaí- SATA, 2003;
- Menção honrosa pela Câmara Municipal de Itu, 2002;
- Menção honrosa pela Câmara Municipal de São Paulo, 2002;
- Personalidade Brasileira dos 500 Anos pelo Centro de Integração Cultural e Empresarial do Estado de São Paulo (CICESP), 2000.